# Sympycnus albiciliatus
Sympycnus albiciliatus är en tvåvingeart som beskrevs av Van Duzee 1930. Sympycnus albiciliatus ingår i släktet Sympycnus och familjen styltflugor. Inga underarter finns listade i Catalogue of Life.